# Слободан Вујошевић
Слободан Вујошевић (Београд, 8. август 1950) професор је природно-математичког факултета у Црној Гори.

## Биографија
Слободан Вујошевић рођен је у Београду, 8. августа 1950. године. Његов отац Тодор Илијин Вујошевић, родом из села Орахова у горњим Кучима, носилац је Партизанске споменице и револуционар Народноослободилачке борбе. Мајка Љепосава, иначе рођена сестра Љубице Поповић (1921—1942), народног хероја, такође је била учесница НОБ-а и носилац споменице.

## Професионална биографија
Слободан Вујошевић дипломирао је математику на Природно-математичком факултету у Новом Саду. Бави се алгебром и логиком. Магистрирао је 1979. и докторирао 1982. на Природно-математичком факултету у Београду.
Током припреме доктората, био је на студијском боравку у Оксфорду. На постдокторским студијама био је у Берклију, (1982–1983), а потом на студијском боравку на Курантовом институту у Њујорку (1988–1989).
Објављивао је радове из области Булових алгебри, Хејтингових алгебри, теорије скупова, модалних логика, релевантних логика и филозофије математике.
Радио је као асистент на Економском факултету у Београду. Биран је за доцента (1983), ванредног професора (1989) и редовног професора (1995) на Природно-математичком факултету Универзитета Црне Горе у Подгорици, на предметима Логика, Теорија скупова и Теорија израчунљивости.
Универзитетски је наставник и предавач, као и сарадник више универзитета у Европи и Америци. Познат је по својим стручним радовима.

## Политички ангажман
Политички је дисидент из периода ране младости, а и касније. Један је од оснивача прве опозиционе партије у СФРЈ и Црној Гори — црногорске Демократске странке. Године 1992. био је председнички кандидат ове странке на изборима за председника Републике Црне Горе.